# راسل کودیهی
راسل کودیهی (انگلیسی: Russell Cuddihey؛ زادهٔ ۸ سپتامبر ۱۹۳۹) بازیکن فوتبال اهل بریتانیا است.